# Ахрар аш-Шам

Прапор

Ахрар аш-Шам (араб. حركة أحرار الشام الإسلامية «Ісламський рух вільних людей Леванту») — ісламістсько-салафітське озброєне угрупування, що складається з кількох бригад. Воно воює проти сирійської армії в громадянській війні в Сирії з жовтня 2011 року. Ахрар аш-Шам заснував Хасан Абауд. У 2014 році Ахрар аш-Шам налічував приблизно 20 000 бійців, що робило його найбільшим підрозділом у боротьбі проти сирійського уряду після Вільної сирійської армії. Ахрар аш-Шам був одним із головних членів-засновників Сирійського ісламського фронту та був ключовим компонентом Ісламського фронту з моменту його створення.

## Заснування та організація
Ахрар аш-Шам вперше з'явився в провінції Ідліб у другій половині 2011 року. У грудні 2012 року він разом з одинадцятьма іншими ісламістськими збройними формуваннями заснував так званий Сирійський ісламський фронт. Ахрар аш-Шам був найвидатнішим з них. У листопаді 2013 року Сирійський ісламський фронт оголосив, що буде повністю інтегрований у новостворений Ісламський фронт, і Ахрар аш-Шам також інтегрувався в нього, але залишився як окрема, частково автономна повстанська організація. Він також є членом військового альянсу Джейш аль-Фатах, який знаходиться під верховним командуванням Ісламського фронту. Бо окрім суто військової сили, він також політично представлений на контрольованих ним територіях. Повстанське угруповання має власні відділи з військових, релігійних, соціальних і фінансових питань. Кожне відділення підпорядковується командиру. Група перебувала під командуванням лідера Хасана Аббуда, поки він не був убитий під час вибуху 9 вересня 2014 року. Абу Джабір був названий новим лідером. 12 вересня 2015 року Ахрар аш-Шам повідомив, що вони призначили нового лідера, Абу Ях'я аль-Хамаві, інженера та досвідченого бойовика з провінції Хама.

## Ідеологія
Вплив групи в основному з ісламізму, хоча деякі послідовники також посилаються на салафізм. Група розглядає свою війну як джихад, але підкреслює, «що це боротьба за Сирію, а не глобальний джихад».
В одному зі своїх перших аудіозвернень Ахрар аш-Шам заявив, що його метою є заміна уряду Асада ісламською державою, але підкреслив необхідність консультацій з усіма верствами населення з цього питання. Він також описав, що повстання можна виправдати як джихад проти нової імперії Сефевідів. Прес-секретар сказав, що шиїти хочуть поширити шиїзм і створити нову шиїтську імперію, що простягається від Ірану через Ірак і Сирію до Лівану, з Палестиною як вінцем.
Окремі лідери Ахрар аш-Шам вважаються союзниками терористичної організації Фронт Аль-Нусра.

## Класифікація терористичної організації
Ахрар аш-Шам класифікується як терористична організація в Німеччині, хоча США і Туреччина підтримують цю групу. У Німеччині тривають судові процеси проти колишніх бойовиків і прихильників Ахрар аш-Шам за підтримку іноземної терористичної організації.
У грудні 2015 року представник Ахрар аш-Шам брав участь у переговорах в Ер-Ріяді, спрямованих на об'єднання опозиції громадянської війни в Сирії для переговорів у Женеві. Однак представник Ахрар аш-Шам був дезавуйований лідерами Ахрар аш-Шам через Twitter після підписання остаточної декларації. Ахрар аш-Шам відомий своїми суперечливими заявами: з одного боку, він представляє жорстку салафітську позицію всередині країни, наприклад, неприйняття демократії, а з іншого боку намагається показати себе поміркованими щодо Заходу. На переговорах в Ер-Ріяді Туреччина і Катар намагалися організувати визнання і підтримку Ахрар аш-Шам, але лідери угруповання не бажали відмовлятися від альянсу з Аль-Каїдою для цього.